# Maison du Faucon (Bruxelles)
La maison du Faucon (Den Valck en néerlandais) est une maison de style baroque située au numéro 12 de la rue de la Montagne à Bruxelles en Belgique, à quelques dizaines de mètres de la Grand-Place.

## Historique
Le célèbre romancier flamand Hendrik Conscience fait mention de cette taverne dans son ouvrage retraçant la vie d'Éverard t'Serclaes.

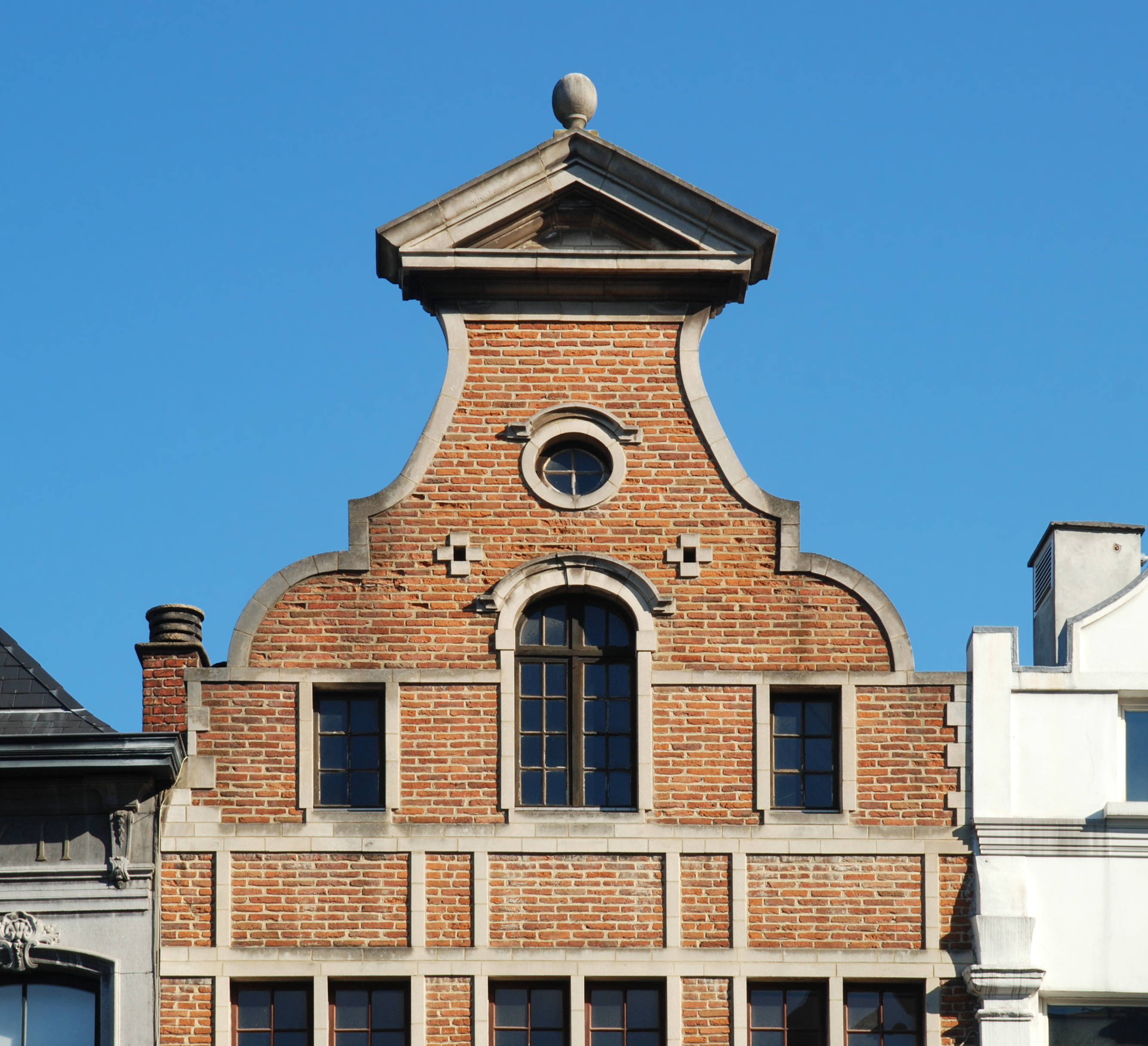
Le pignon baroque.

## Accessibilité
| ___ | Ce site est desservi par la station de métro : Gare Centrale. |